# 奥古斯托·马利
奥古斯托·马利（義大利語：Augusto Magli，1923年3月9日—1998年11月1日），意大利前男子足球运动员，场上位置是中场。他曾代表意大利国家队参加1950年国际足联世界杯，结果获得第七名。